# Clambus pubescens
Clambus pubescens är en skalbaggsart som beskrevs av Ludwig Redtenbacher 1849. Clambus pubescens ingår i släktet Clambus och familjen dvärgkulbaggar. Arten är reproducerande i Sverige. Inga underarter finns listade i Catalogue of Life.